# Papisten-Verschwörung
Die Papisten-Verschwörung („Popish Plot“) war eine fiktive Verschwörung im England der Jahre 1678 bis 1681. Sie wurde in die Welt gesetzt, um die Katholiken (Papisten) des Landes zu diskreditieren, und führte zu zahlreichen Verhaftungen sowie 35 Hinrichtungen Unschuldiger.

## Geschichte

### Auslöser
1678 hatte ein korrupter Kleriker namens Titus Oates bekanntgegeben, er habe eine „Papisten-Verschwörung“ mit dem Ziel entdeckt, König Karl II. zu ermorden und dessen katholischen Bruder, den damaligen Duke of York und späteren König Jakob II., auf den Thron zu bringen. Alle führenden Protestanten Englands sollten dabei angeblich ebenfalls ermordet werden.
Oates, ein anglikanischer Pfarrer, war 1677 nach wiederholten Anklagen wegen Sodomie erst an die Universität von Valladolid und bald danach in das Jesuitenhaus von Saint-Omer geflohen. Nachdem er auch dort wegen Unzucht hinausgeworfen worden war, kehrte er nach England zurück und gab vor, dem Jesuitenorden nur zum Schein beigetreten zu sein, um ihn auszuspionieren. Dabei habe er auch Kenntnis der Mordpläne gegen König Karl erhalten. Diese Vorwürfe verbreitete er mit Hilfe seines alten Bekannten Israel Tonge, eines rabiat anti-katholischen Geistlichen, der die Misserfolge seiner Bücher und seine verlorenen Prozesse ausnahmslos mit konspirativen Machenschaften der Jesuiten zu erklären pflegte.
Tonge meldete die angebliche Verschwörung an den König, der nicht an die Sache glaubte, sie aber dennoch an seine Höflinge weitergab. Oates machte kurz darauf seine Aussage vor Friedensrichter Edmund Berry Godfrey, woraufhin eine Untersuchung in Gang kam, in deren Verlauf Oates zahlreiche (allem Anschein nach willkürlich ausgesuchte) Namen von Prominenten nannte, unter ihnen zahlreiche Jesuiten, der Leibarzt der Königin und Edward Coleman, der Privatsekretär der Duchess of York. Wie sich herausstellen sollte, stand dieser tatsächlich in Briefkontakt zu französischen Jesuiten. Oates’ Aussagen führten zu insgesamt 81 Anklagen.

### Verfolgungen
Oates’ Anschuldigungen wurden anstandslos geglaubt, da sie an zahlreiche antikatholische und anti-jesuitische Vorurteile und Verschwörungstheorien anknüpfen konnten: In den Jahren davor waren auch die Pest von 1664/65 und der Große Brand von London 1666 auf das vermeintliche Wirken von Agenten des Papstes zurückgeführt worden. Dass Friedensrichter Godfrey kurz nach Oates' Aussage von Unbekannten ermordet worden war, verlieh der Mär einer gewaltbereiten katholischen Konspiration zusätzliche Glaubwürdigkeit. Hinzu kamen die politischen Interessen der anglikanischen Opposition unter Führung des gerade aus der Haft entlassenen Earl of Shaftesbury. Die Opposition verabscheute die katholische Ehefrau des Königs, Katharina von Braganza, und die Partei der Königstreuen, die späteren Tories, deren Macht sie brechen wollte.
Mit Hilfe der angeblichen Papisten-Verschwörung gelang es Shaftesbury und seinen Freunden, die zahlreichen protestantischen Sekten auf ihre Seite zu ziehen und bei den Wahlen die Mehrheit im Unterhaus zu gewinnen. Unter ihrem Druck und dem der öffentlichen Meinung musste König Karl, obwohl er selbst Oates' Behauptungen zu keinem Zeitpunkt Glauben schenkte, weitere Untersuchungen befehlen.
In der Öffentlichkeit machte sich zunehmend eine Atmosphäre der Hysterie und des Terrors breit. Eine aufgebrachte Volksmenge bewarf die Kutsche von Nell Gwyn mit Steinen, weil sie sie mit der Herzogin von Portsmouth verwechselten, einer anderen Mätresse des Königs, die aus Frankreich stammte und katholisch war. Gwyn soll den Angreifern zugerufen haben: „Bleibt höflich, Leute. Ich bin die protestanische Hure“. Adlige Damen begannen nachts Schusswaffen mit sich zu führen, seidenbespannte Brustpanzer kamen in Mode, das Unterhaus wurde in der Befürchtung, eine zweite Pulververschwörung drohe, peinlich genau untersucht – naturgemäß ohne Ergebnis. Jeder des Kryptokatholizismus Verdächtigte wurde aus London verbannt und durfte sich der Stadtgrenze auf höchstens zehn Meilen nähern.
Oates baute seine Verschwörungstheorie aus und beschuldigte fünf katholische Mitglieder des House of Lords, woraufhin Shaftesbury sie in den Tower werfen ließ. Als Oates auch noch die Königin selbst beschuldigte, in die Mordpläne verwickelt zu sein, wurde er vom König persönlich vernommen, der ihn verschiedener Lügen überführen konnte und ins Gefängnis werfen ließ. Shaftesburys Mehrheit im Unterhaus erzwang aber seine Freilassung nach wenigen Tagen. Ende 1678 setzte diese Mehrheit den Test Act durch, wonach Katholiken keinem der beiden Häuser des Parlaments mehr angehören durften. Im Jahr 1679 beschloss das Unterhaus obendrein die Exclusion Bill, die den Duke of York von der Thronfolge ausschloss. Das Oberhaus verweigerte aber seine Zustimmung.
Oates, der als „Retter des Vaterlands“ inzwischen eine herrschaftliche Wohnung in Whitehall und eine Staatspension erhalten hatte, produzierte immer weitere Beschuldigungen. Auch in der Öffentlichkeit breiteten sich spontan weitere Gerüchte aus, so etwa, dass die Franzosen eine Landung auf der Insel vorbereiteten.

### Aufdeckung
Erst als 1681 zum ersten Mal ein von Oates Beschuldigter freigesprochen wurde, kippte die Stimmung. Karl II. befahl Oates, seine staatliche Wohnung zu verlassen, und als der sich weigerte und stattdessen den König selbst und seinen Bruder persönlich beschuldigte, wurde er wegen Aufruhrs zu einer Geldstrafe von £100.000 verurteilt und ins Gefängnis geworfen. Nachdem James II. 1685 den Thron bestiegen hatte, wurde Oates außerdem wegen Meineids zu jährlich dreitägigem Pranger mit anschließender Auspeitschung und lebenslanger Haft verurteilt. Nach der Glorious Revolution wurde Oates jedoch freigelassen. Die von ihm fälschlich Beschuldigten wurden rehabilitiert.

### Folgen
Der Beweis, dass alle Kabalen und Intrigen in Wahrheit Erfindung von Oates gewesen waren, schwächte die Opposition um Shaftesbury, die sich dessen Lügen zunutze gemacht hatte. Gleichzeitig führte die Krise um die angebliche Papisten-Verschwörung und die Exclusion Bill aber auch zur Ausbildung des britischen Parteiensystems: Aus der anti-absolutistischen und anglikanischen Opposition gegen die Stuart-Monarchie wurden die Whigs, deren konservative Anhänger wurden bald Tories genannt. Die dritte und vielleicht folgenreichste Änderung war eine grundlegende Modernisierung des englischen politischen Denkens: Als sich die Tories nach der Glorious Revolution zur „loyalen Opposition seiner Majestät“ des neuen Königs Wilhelm von Oranien erklärten, war damit auch dem Verschwörungsdenken in England nachhaltig der Boden entzogen, dessen Höhe- und Endpunkt der Popish Plot gewesen war: Wenn der jeweilige politische oder konfessionelle Gegner nichts Illegales mehr im Schilde führte, brauchte er es auch nicht mehr im Geheimen zu tun und man verstand ihn nicht mehr als Verschwörer: Aus strafrechtlich zu bekämpfenden Konspirateuren wurden so politische Gegner, die man zwar zu bekämpfen, aber nicht mehr zu vernichten trachtete.